# Akatorea gracilis
Akatorea gracilis är en spindelart som först beskrevs av Marples 1959.  Akatorea gracilis ingår i släktet Akatorea och familjen Amphinectidae. Inga underarter finns listade i Catalogue of Life.